# Duvel Moortgat
Duvel Moortgat est un groupe brassicole dont le siège se trouve à Puurs dans la province d'Anvers (Belgique).

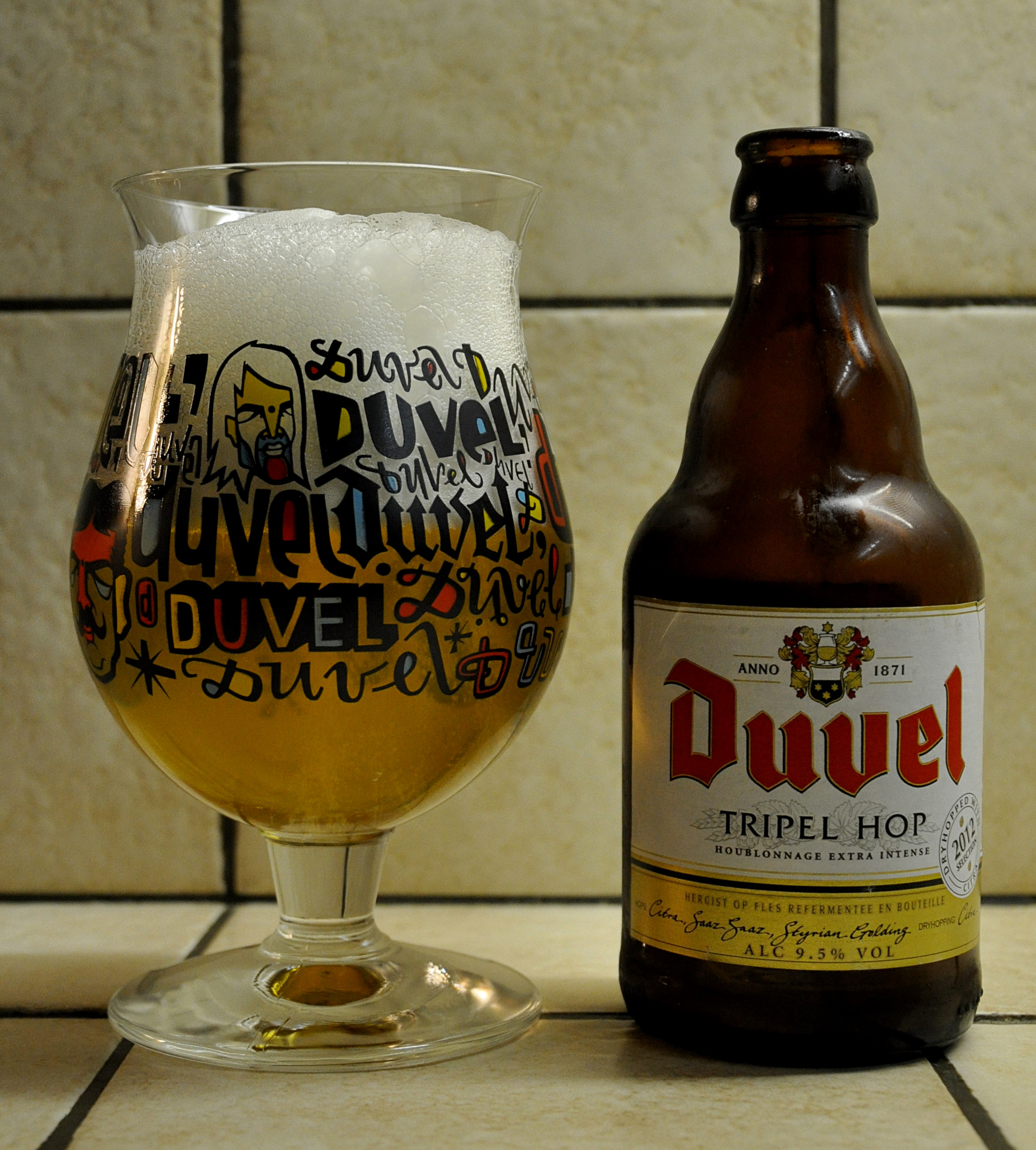
Duvel Tripel Hop

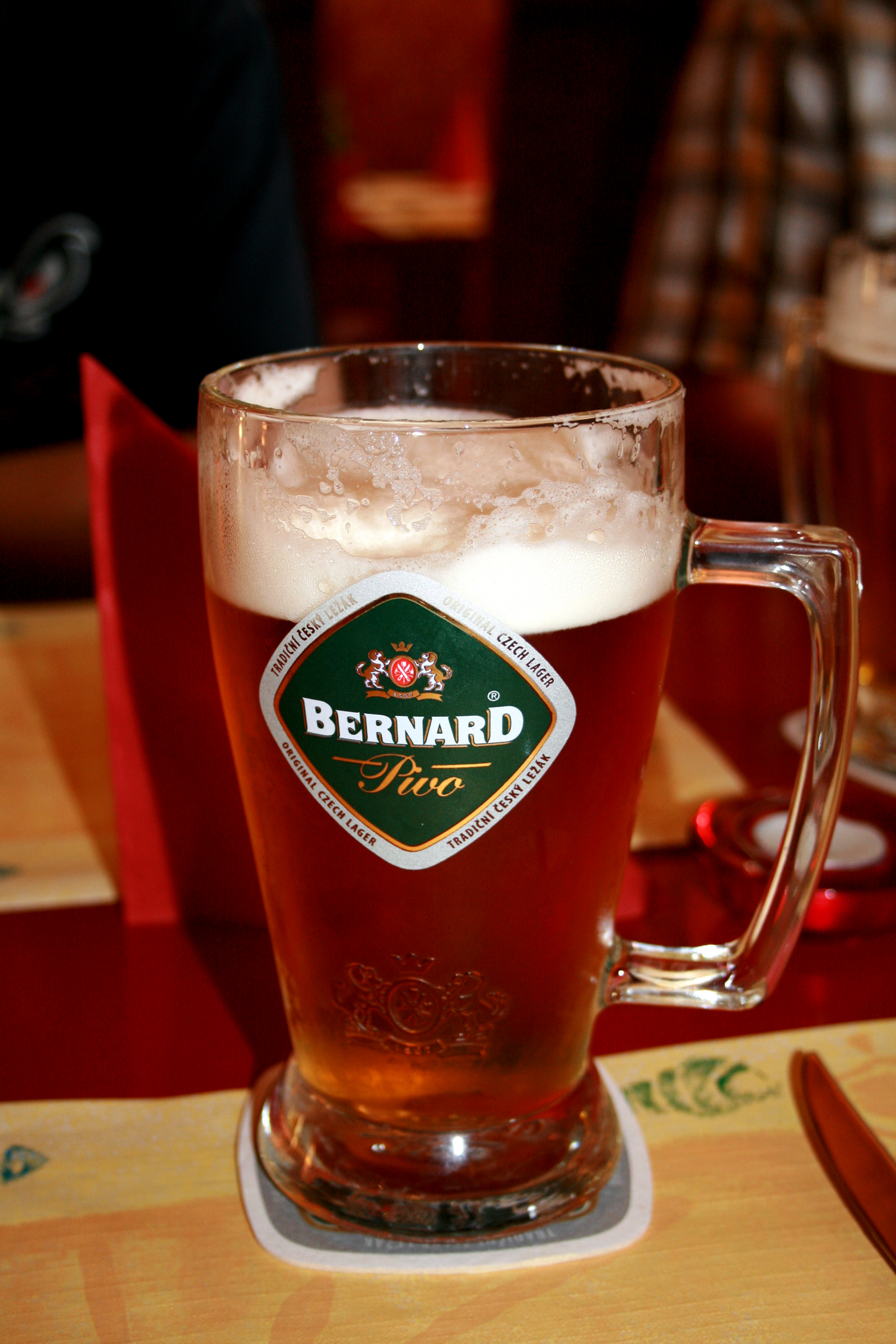
Bernard Free

## Histoire
La brasserie Duvel appelée précédemment brasserie Moortgat brasse et commercialise les bières Duvel, la pils de luxe Bel Pils (lancée en 1930), la Vedett (créée en 1945 par Albert Moortgat, le fils de Jan) et la bière d'abbaye Maredsous (depuis 1963).
En septembre 2006, Duvel acquiert la brasserie d'Achouffe. En août 2010, Duvel acquiert l'entreprise brassicole De Koninck, pour un montant inconnu.
Jusqu'en 2013, Duvel Moortgat était coté à l'Euronext, sur le segment NextPrime. Le groupe est à présent détenu par FIBEMI et Hop!nvest. En octobre 2013, Duvel Moortgat acquiert Boulevard Brewing Company, entreprise brassicole américaine. En juillet 2015, Duvel Moortgat signe un contrat de coopération avec la brasserie américaine Firestone Walker Brewing, pour combiner leurs activités américaines.

## Organisation
Duvel Moortgat est un groupe brassicole indépendant qui possède neuf unités de production différentes dans quatre pays en plus de son siège social à Puers-Saint-Amand en Belgique :
- la brasserie Duvel à Breendonk (commune de Puers-Saint-Amand) (Belgique)
- la brasserie d'Achouffe située dans le petit village ardennais d'Achouffe depuis 2006 (Belgique)
- la brasserie Liefmans à Audenarde (Belgique)
- la brasserie De Koninck à Anvers (Belgique)
- la brasserie Ommegang aux États-Unis
- la brasserie Firestone Walker aux États-Unis
- la brasserie Boulevard aux États-Unis
- la brasserie Bernard en République tchèque
- la brasserie du mont blanc en France à côté de Chambéry

Le groupe assure lui-même la distribution et la vente dans son pays (Belgique), ainsi qu'aux Pays-Bas, en France, en Angleterre et aux États-Unis, notamment via Duvel Moortgat France et Duvel Moortgat USA. Il fait appel à des importateurs locaux pour les autres pays.

## Activité
En 2001, la production annuelle du groupe était de 270 000 hectolitres. En 2003, son chiffre d'affaires était de 65,9 millions d'euros, avec un résultat net part du groupe à 6,64 millions.
Lors de l'assemblée générale annuelle des actionnaires, le groupe a annoncé pour 2009 un chiffre d'affaires de 115,3 millions d'euros en hausse de 9,5 % par rapport à 2008 ainsi qu'un bénéfice de 14,9 millions d'euros, soit une hausse de 22 % par rapport à cette même année. Un dividende de 1,12 € par action est accordé aux actionnaires après consultation desdits intéressés, malgré le cours élevé du malt en 2008 et 2009.

## Principales bières
- Duvel
- Maredsous
- Vedett
- Chouffe
- Liefmans
- De Koninck
- Ommegang
- Bernard Free
- Bières du Mont-Blanc